# Selenaria occidenta
Selenaria occidenta is een mosdiertjessoort uit de familie van de Selenariidae. De wetenschappelijke naam van de soort is voor het eerst geldig gepubliceerd in 1985 door Cook & Chimonides.